# Кобринка (притока Мухавця)
Кобринка — річка в Берестейській області, Білорусі, ліва притока Мухавця. Протікає через місто Кобринь.
Починається від села Ізабелин. Каналізована.